# Secretaría de Ambiente y Desarrollo Sustentable (Argentina)
La Secretaría de Ambiente y Desarrollo Sustentable fue una secretaría de estado de Argentina que existió hasta diciembre de 2019 cuando fue reemplazada por el Ministerio de Ambiente y Desarrollo Sostenible. Funcionó bajo jurisdicción de la Jefatura de Gabinete de Ministros, teniendo como función la implementación de las políticas ambientales y la gestión de la misma en el territorio y dentro de la Administración Pública.

## Marco legal e institucional
La Secretaría de Ambiente tiene como referente principal la Convención Marco de las Naciones Unidas sobre el Cambio Climático (CMNUCC) establecida en 1992 para lograr:

"La estabilización de las concentraciones de gases de efecto invernadero (GEI) en la atmósfera a un nivel que impida interferencias antropógeneas peligrosas en el sistema climático"
CMNUCC, 1992.

Dando un plazo para que los ecosistemas se adapten al cambio climático, asegurar que los alimentos no se vean afectados y desarrollar un modelo económico sostenible. Argentina la CMNUCC en 1993 por Ley 24295 y a su vez estableció que la autoridad de aplicación de la misma sería la Secretaría de Ambiente.
Otro referente importante es el Protocolo de Kioto, establecido por la CMNUCC en 1997 y en vigor desde 2005, su función fue la de reducir las emisiones de GEI entre 2008 y 2012 en un total de un 5% tomando como referente el año 1990. Argentina sólo participa de uno de tres de los mecanismos desarrollados, el Mecanismo de Desarrollo Limpio (MDL) obteniendo «Certificados de Reducción de Emisiones» (en inglés CER, Certified Emission Reductions).
El Protocolo de Kioto fue aprobado en 1998 por Ley 25438, se implementaría por la Oficina Argentina de Implementación Conjunta (OAIC) bajo órbita de la Secretaría que, en 2005 cambiaría su denominación por Oficina Argentina del Mecanismo para un Desarrollo Limpio (OAMDL).
El marco legal a nivel nacional lo establece la Ley General del Ambiente n.º 25675 y el Régimen de Libre Acceso a la Información Pública Ambiental Ley n.º 25831.
La entonces Secretaría fue colocada en el ámbito de la Jefatura de Gabinete de Ministros mediante el Decreto 21/2007.

## Historia
La primera secretaria de Ambiente fue María Julia Alsogaray (1991-1999) quien fue designada por el entonces presidente Carlos Menem. Su gestión prometió "limpiar el Riachuelo en 1000 días" pero la calidad del agua nunca mejoró a pesar de que el comité manejó más de 35 millones de dólares. El patrimonio de Alsogaray aumentó de 400.000 a 2,5 millones de dólares estadounidenses durante su gestión y años después fue condenada por enriquecimiento ilícito.
El presidente Néstor Kirchner nombra a Jorge Amaya como Secretario de Ambiente, quien es reemplazado unos meses después por Atilio Savino. En 2005 comienza un conflicto con Uruguay (que se extendería hasta 2010) a raíz de los planes para instalar dos plantas de pasta de celulosa sobre las aguas binacionales del río Uruguay. En 2007 se aprueba en el congreso la Ley de Bosque Nativo y en 2010 la Ley de protección de glaciares.
El 10 de diciembre de 2015, el presidente Mauricio Macri le otorgó categoría de ministerio y designó como titular al rabino Sergio Bergman. Bergman había admitido que: "no tengo demasiado conocimiento técnico en el área de medio ambiente, es más sentido común". En septiembre de 2018 el ministerio es degradado a secretaría dentro de la Secretaría General de la Presidencia.
En diciembre de 2019 el presidente Alberto Fernández nombra como titular a Juan Cabandié y eleva nuevamente el área al rango de ministerio.

## Objetivos
Los principales objetivos según el Decreto 1919/06 son:
- Planificación: de las políticas y programas ambientales nacionales, y coordinación de la inserción de la política ambiental en los Ministerios y demás áreas de la Administración Pública Nacional.
- Coordinación: de las políticas de gobierno nacional con impacto en la política ambiental, y de la gestión ambiental de los organismos responsables de ejecutar la política ambiental nacional. La SAyDS debe integrar el Consejo Federal de Medio Ambiente (COFEMA).
- Regulación normativa: proponer y elaborar regímenes normativos para instrumentar la gestión ambiental, el ordenamiento ambiental del territorio, la conservación y el uso racional de los recursos ambientales y la calidad ambiental.
- Difusión y educación ambiental: sobre los problemas ambientales del país y coordinar con el Ministerio de Educación, Ciencia y Tecnología programas y acciones que fortalezcan la implementación de la educación ambiental formal y no formal.
- Vinculación internacional: entender en la aplicación de los tratados ambientales internacionales, intervenir en la formulación de convenios internacionales y conducir la gestión y obtener cooperación técnica y financiera internacional, en coordinación con los demás organismos del estado para su implementación.

## Subdivisiones

### Subsecretaría de Promoción del Desarrollo Sustentable
Debe evaluar, promover e implementar políticas, programas y proyectos vinculados con el desarrollo sustentable; prevención de la contaminación; análisis, promoción y desarrollo de tecnologías limpias, ahorro energético y uso de las energías renovables. Además coordina la inserción del desarrollo sustentable en las políticas de los demás organismos de la administración pública. También asiste al secretario de la SA y DS en la representación del Estado nacional ante organismos internacionales e interjurisdiccionales vinculados al desarrollo sustentable.

### Dirección Nacional de Gestión del Desarrollo Sustentable
Asiste a la Subsecretaría de Promoción de Desarrollo Sustentable en el diseño y ejecución de la política nacional, facilita y coordina la participación empresarial, y propicia la concientización de la sociedad.

### Dirección de Cambio Climático
La Dirección de Cambio Climático (DCC) asesora al Director de Gestión del Desarrollo Sustentable en la implementación de la Ley 24295 y la CMNUCC. Propone objetivos y metas para lograr los objetivos planteados por la CMNUCC, elabora políticas sobre cambio climático y se los comunica al Director de Gestión de Desarrollo Sustentable, coordina la elaboración de comunicaciones nacionales y asiste técnica y administrativamente a la Oficina Argentina del Mecanismo para un Desarrollo Limpio (OAMDL).

### Oficina Argentina del Mecanismo para un Desarrollo Limpio
Creada por Decreto 822/98 y con su denominación actual desde 2005, tiene como objetivo ejecutar acciones vinculadas con la CMNUCC, especialmente del Protocolo de Kioto. Posee una Secretaría Permanente ubicada en la DCC, un Comité Ejecutivo y un Comité Asesor.
1. Secretaría Permanente: implementa acciones de mitigación y analiza opciones que se encuadren como proyectos de Mecanismo de Desarrollo Limpio (MDL). Identifica, formula y evalúa proyectos MDL y diseña procedimientos para su aprobación. Además promueve la comercialización de proyectos MDL nacional e internacionalmente e identifica fuentes de financiación para los mismos.
2. Comité Ejecutivo: es presidido por el titular de la SAyDS e integrado por diversos organismos del Estado. Formula políticas de cambio climático e identifica, formula y evalúa proyectos MDL y asesora la aprobación de los mismos.
3. Comité Asesor: aconseja al Comité Ejecutivo científica y técnicamente sobre sus responsabilidades. Está integrado por el sector privado, organismos no gubernamentales e integrantes de universidades públicas y privadas. Su número de integrantes lo determina la SAyDS.

## Líneas de trabajo
Entre las líneas de trabajo que llevó adelante la secretaria se pueden nombrar:
- Plan de limpieza del Riachuelo, a través de la Autoridad de Cuenca Matanza Riachuelo que integra junto a autoridades locales
- Implementación de las leyes de protección del Bosque Nativo y los glaciares
- Mitigación del cambio climático en Argentina

## Nómina de Secretarios
| N.º | Secretarios            | Periodo                                           |
| --- | ---------------------- | ------------------------------------------------- |
| 1   | María Julia Alsogaray  | 12 de noviembre de 1991 - 10 de diciembre de 1999 |
| 2   | Oscar Ermelindo Massei | 10 de diciembre de 1999 - 22 de agosto de 2001    |
| 3   | Rafael Horacio Flores  | 22 de agosto de 2001 - 19 de septiembre de 2001   |
| 4   | Carlos Alberto Oehler  | 3 de diciembre de 2001 - 20 de diciembre de 2001  |
| 5   | Carlos Elías Merenson  | 21 de enero de 2002 - 25 de mayo de 2003          |
| 6   | Jorge Néstor Amaya     | 1 de junio de 2003 - 2 de septiembre de 2003      |
| 7   | Atilio Armando Savino  | 11 de septiembre de 2003 - 6 de julio de 2006     |
| 8   | Romina Picolotti       | 6 de julio de 2006 - 3 de diciembre de 2008       |
| 9   | Homero Bibiloni        | 3 de diciembre de 2008 - 29 de diciembre de 2010  |
| 10  | Juan José Mussi        | 29 de diciembre de 2010 - 6 de diciembre de 2013  |
| 11  | Omar Vicente Judis     | 6 de diciembre de 2013 - 4 de marzo de 2015       |
| 12  | Sergio Lorusso         | 4 de marzo de 2015 - 10 de diciembre de 2015      |
| 13  | Sergio Bergman         | 5 de septiembre de 2018 - 10 de diciembre de 2019 |